# František Čech (fotbalista)
František Čech (* 12. června 1998) je český fotbalový obránce a bývalý mládežnický reprezentant, od května 2017 hráč seniorské kategorie klubu FC Hradec Králové. Nastupoval za české mládežnické výběry do 16 a 19 let, se kterým se v roce 2017 představil na EURU.

## Klubová kariéra

### FC Hradec Králové
Svoji fotbalovou kariéru začal v mužstvu FC Hradec Králové, kde se v průběhu sezony 2016/17 propracoval do seniorské kategorie. Ligový debut v "áčku" Hradce absolvoval ve 28. kole hraném 13. května 2017 proti klubu 1. FC Slovácko (výhra 2:1), odehrál celých 90 minut. Svoji první přesnou ligovou trefu za "áčko" zaznamenal o čtrnáct dní později, kdy dával v 84. minutě v souboji s mužstvem Bohemians Praha 1905 jediný a tudíž vítězný gól zápasu. Na jaře 2017 sestoupil s "Votroky" do druhé nejvyšší soutěže. V následujícím ročníku nastupoval pravidelně. Na podzim 2018 nehrál a odešel na hostování do Ústí nad Orlicí. Po návratu do Hradce Králové před sezonou 2019/20 skóroval v dresu "áčka " podruhé v lize. Konkrétně se tak stalo ve 12. kole proti klubu FC Sellier & Bellot Vlašim při venkovním vítězství 2:0. V hradeckém mužstvu měl původně smlouvu do léta 2020, avšak později ji prodloužil. Na jaře 2021 po 23. kole hraném 8. 5. 2021 postoupil s Hradcem po výhře 2:1 nad Duklou Praha z prvního místa tabulky do nejvyšší soutěže, kam se "Votroci" vrátili po čtyřech letech.

### TJ Jiskra Ústí nad Orlicí (hostování)
V srpnu 2018 Hradec Králové po 15 letech opustil a zamířil do tehdy třetiligového týmu TJ Jiskra Ústí nad Orlicí, kde měl původně hostovat do zimy 2018/19, avšak nakonec bylo jeho působení zde protaženo do konce ročníku 2018/19. V Ústí hrál na rozdíl od Hradce místo ve středu obrany (na stoperu) jako defenzivní záložník. Sešel se zde s Jakubem Chlebounem, se kterým působil v Hradci Králové. Svůj první ligový zápas za Jiskru si připsal 8. 9. 2018 v pátém kole v souboji s Lokem Vltavín (prohra 0:3), nastoupil na celé utkání. Během necelého roku odehrál 17 střetnutí v lize.

## Klubové statistiky
Aktuální k 3. 6. 2025
| Sezona    | Klub                              | Soutěž             | Zápasy | Góly |
| --------- | --------------------------------- | ------------------ | ------ | ---- |
| 2016/2017 | FC Hradec Králové                 | ePojisteni.cz liga | 3      | 1    |
| 2017/2018 | FC Hradec Králové                 | Fortuna NL         | 20     | 0    |
| 2018/2019 | FC Hradec Králové U–21            | Juniorská liga     | 6      | 2    |
| 2018/2019 | TJ Jiskra Ústí nad Orlicí (host.) | ČFL                | 17     | 0    |
| 2019/2020 | FC Hradec Králové                 | Fortuna:NL         | 17     | 1    |
| 2020/2021 | FC Hradec Králové                 | Fortuna:NL         | 15     | 0    |
| 2021/2022 | FC Hradec Králové                 | Fortuna:Liga       | 21     | 0    |
| 2022/2023 | FC Hradec Králové                 | Fortuna:Liga       | 27     | 0    |
| 2023/2024 | FC Hradec Králové                 | Fortuna:Liga       | 17     | 0    |
| 2024/2025 | FC Hradec Králové                 | Chance Liga        | 6      | 0    |